# Тенґу (міфологія)

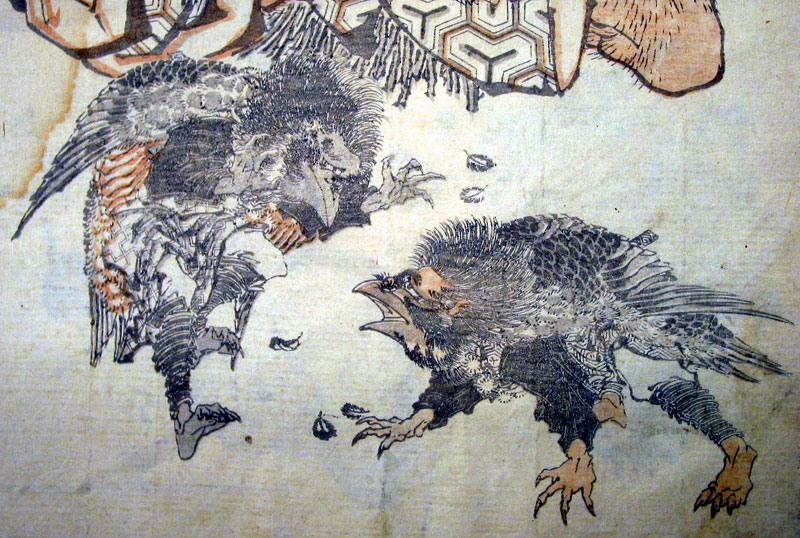
Тенґу в зображенні Кацусіки Хокусая

Те́нґу (яп. 天狗, дос. «небесний собака», кит. Тяньгоу) — істоти з японської міфології, напів люди, напів птахи, чиє обличчя пташине або людське, іноді червоного кольору та з великим носом. Тенґу часто носять одяг гірських відлюдників ямабусі.

## Образ і заняття

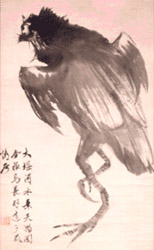
Тенґу в зображенні Їкко Хаясі

Тенґу — нестримні й дикі істоти, що проживають у горах. Вони не підкорюються нікому, крім своїх ватажків, і можуть бути як ворожі, так і прихильні до людей. Виділяється два види тенґу: малі та великі. Малі тенґу чи карасу-тенґу або шьо-тенґу — це істоти, подібні до людей, але з пір'ям і дзьобом ворони. Великі тенґу чи коноха-тенґу мають червоне обличчя та великий ніс, розпатлане біле волосся та вирячені очі. Обидва види носять штани, строкаті плащі й чорні капелюхи. Часто тенґу мають чарівне віяло, здатне створювати сильний вітер. За іншою версією, змах цим віялом збільшує або зменшує ніс тієї особи, яку зустріне тенґу. Також тенґу можуть носити незвичайні сандалі гета з лише однією підпіркою.
Вперше тенґу згадується в 720 р. в 23-му розділі «Ніхон Сьокі». Згідно з текстом, на небі з'явився «небесний собака», що означало наближення військового повстання. Перші відомі зображення тенґу датуються 1269 р. і там їхній образ уже пародійний: в подобі тенґу зображено жерців. З XIV ст. образ тенґу стає більш людиноподібний і червоне обличчя з довгим носом стає їхньою головною ознакою.
Тенґу приписувалася здатність спричиняти раптові каменепади в горах, лякати мандрівників раптовим сміхом або спантеличувати голосами. Ці істоти можуть видавати себе за відлюдників ямабусі. Якщо людина задобрить тенґу та виявить пошану, то тенґу можуть навчити її чаклувати, битися та виживати в горах. Деякі тенґу, відомі поіменно, вважалися охоронцями конкретної гори. Так, на горі Атаґо проживав тенґу Таробо, а тенґу гори Курама ототожнювався з її божеством Бішамоном. За деякими повір'ями, ямабусі дізнаються від тенґу майбутнє.

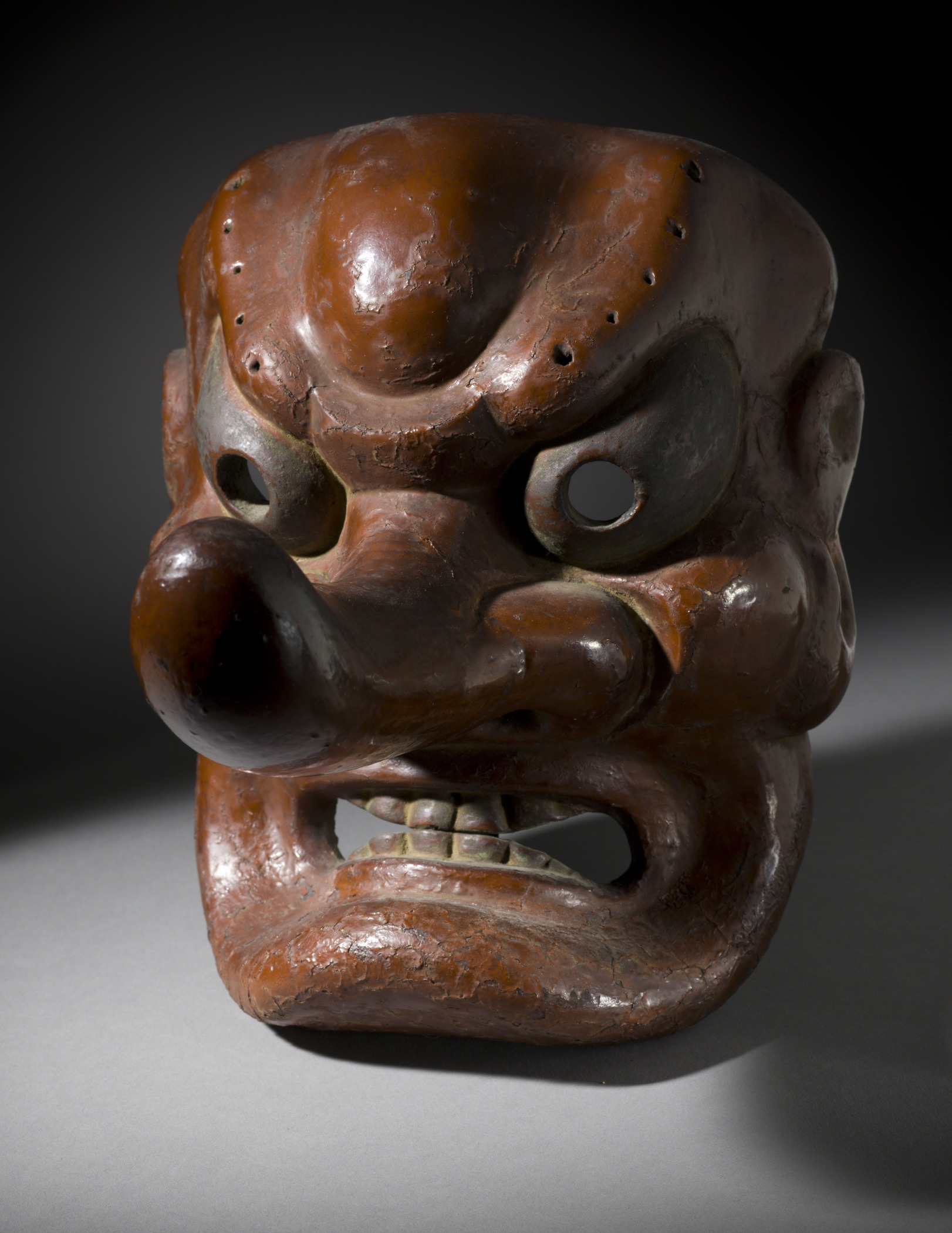
Маска тенґу

У період Хейан тенґу стали уявлятися ворожими до буддистів: вони вводять в оману фальшивими зображеннями Будди, заплутують ченців і заводять їх у небезпеку, вселяються в жінок, щоб спокусити святих, розграбовують храми, наділяють вірян нечестивими силами, видають себе за жерців і жриць. Тенґу в переказах з XIII ст. нібито викрадали жерців і хлопчиків, яких годували гноєм і ті божеволіли. Жерців вони прив'язували до верхівок дерев. Упродовж XII—XIII ст. поширилося уявлення, що злі, пихаті священники, єретики — стають тенґу; що вони можуть вселятися в жінок і дівчат, аби говорити через них. Збірка «Коджідан» (古事談, 1212—1215 рр.) стверджує, що імператриця була одержима тенґу, а «Окаґамі» (大鏡) 1119 р. — що привид жерця став тенґу та осліпив імператора Сандзьо, бо оскаржував його право на трон. «Хоґен моноґатарі» (保元物語) бл. 1320 р. описує історію, згідно з якою імператор Сутоку, що помер у вигнанні після невдалого повстання, поклявся помститися всьому народу і став лютим тенґу.
У XVII ст. образ тенґу стає позитивнішим. Вони почали поставати в легендах захисниками дзенських монастирів. У XVIII—XIX ст. вони стають охоронцями лісів. У «Саншу кайдан» (三州奇談) 1764 р. згадується, що хто візьме бодай листок з лісу тенґу, той неодмінно скоро помре. Лісоруби та мисливці повинні були лишати частування для тенґу, щоб без перешкод працювати в лісах. В префектурі Ісікава вірили, що тенґу ненавидять скумбрію, тому ця риба використовувалася як оберіг від тенґу.
Віра в тенґу була настільки сильна, що навіть в 1860 році влада Едо відправила офіційний наказ «Для тенґу та інших демонів» звільнити шлях, через яку проїжджатиме сьогун під час подорожі до Нікко.

## Трактування образу

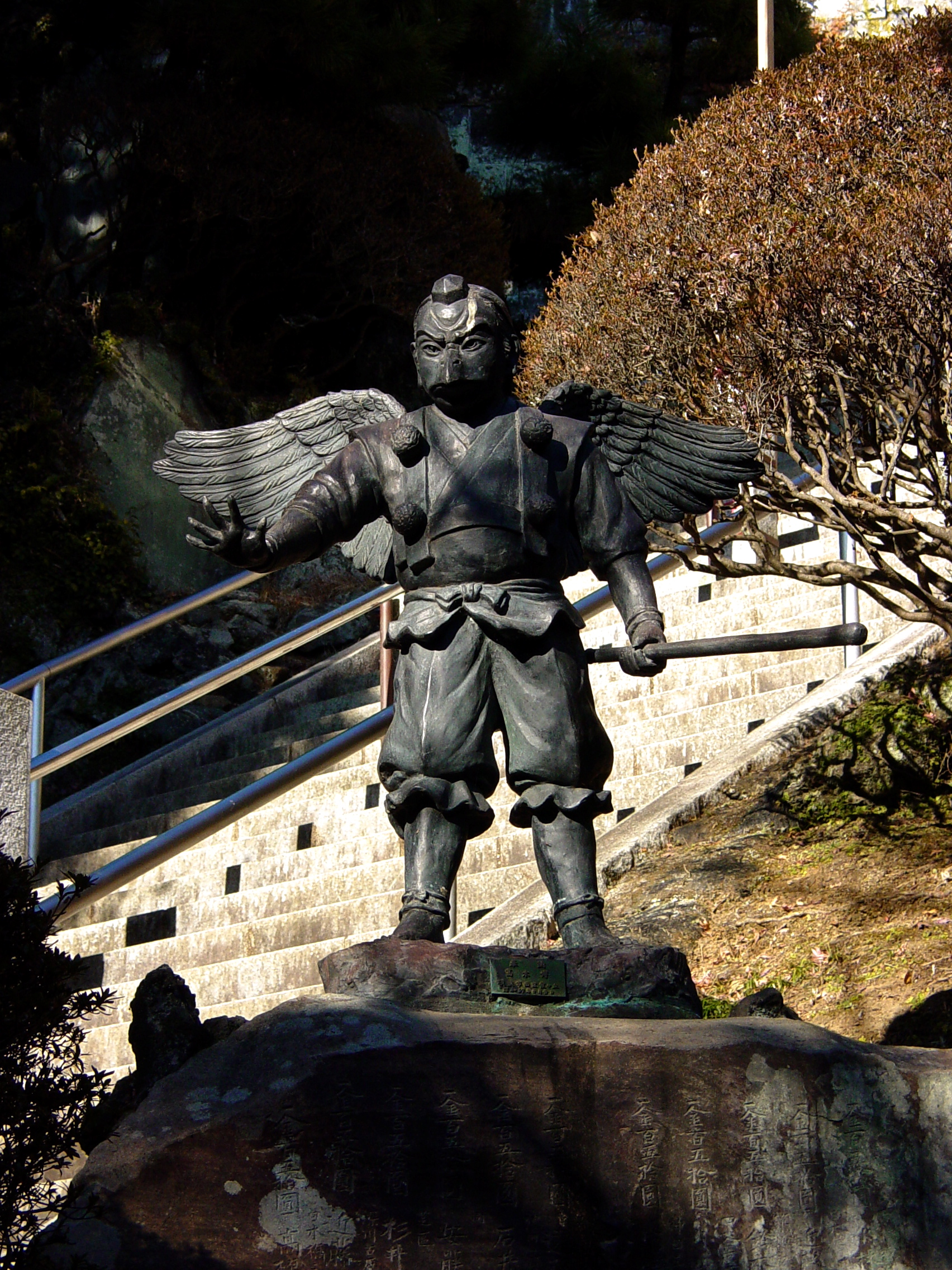
Скульптура тенґу в Камакурі

За поширеною версією, образ тенґу походить від образу китайського демона-людоїда тяньгоу в подобі собаки, що нагадує метеор чи комету. Тяньгоу спричиняє раптовий грім і приносить війну туди, де з'являється. В таких джерелах, як «Шо Ї Джі» (述 異 記, «Збірка химерних оповідань»), написаному в 1791 році, згадується тяньгоу в подобі прямоходячої істоти з дзьобом. Японолог і сінолог Марій де Віссер вважав, що в тенґу злилися образ духа-собаки тяньгоу та духа-лисиці хулі-цзін.
Трансформація «небесного собаки» в напів людину, напів птаха неясна. Деякі японські дослідники вважають, що тенґу виникли з образу Ґаруди — людини-птаха з індуїзму, що в буддистських джерелах перетворився на цілий народ крилатих істот. Як припускав де Віссер, якийсь демон-птах із синтоїзму міг перейняти риси як Ґаруди, так і тяньгоу. В багатьох місцевостях тенґу шанували як різновид камі.
Тенґу тісно пов'язані з ямабусі, що дотримувалися окремої течії буддизму. Втаємничений спосіб життя ямабусі та їхня ворожість до ортодоксальних буддистів сприяли уявленню, що ці відлюдники знаються з духами і отримують від них допомогу.